# 普魯士的安娜·索菲
普魯士的安娜·索菲（德語：Anna Sophie von Preußen，1527年6月11日—1591年2月6日），梅克倫堡公爵夫人，普魯士公爵阿爾布雷希特與丹麥的多蘿西亞的女兒。

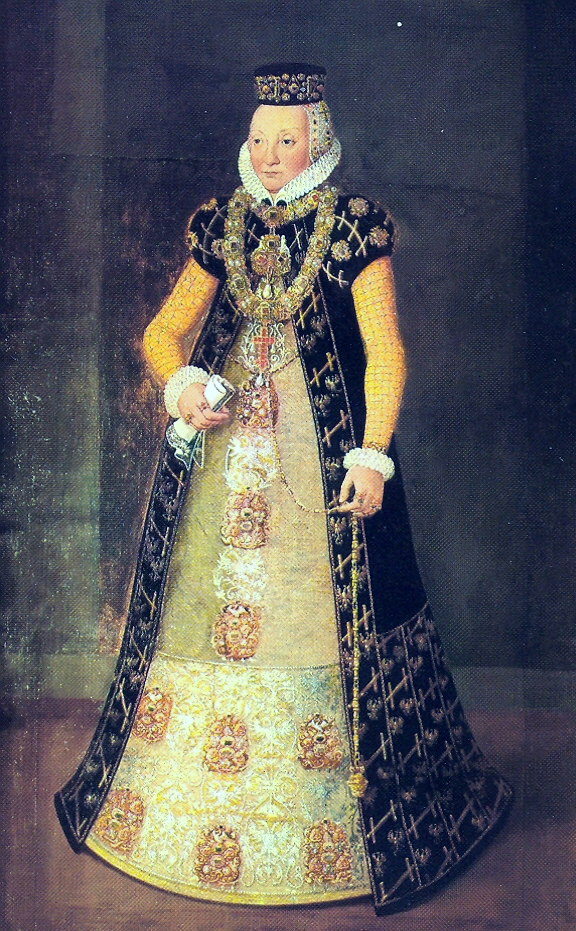
普魯士的安娜·索菲

## 家庭
1555年，安娜·索菲與梅克倫堡公爵約翰·阿爾布雷希特一世結婚，兩人共有兩個兒子：
1. 約翰七世（1558年—1592年）
2. 西吉斯蒙德（1560年—1600年）